# Marcos Paulo Gelmini Gomes
Marcos Paulo Gelmini Gomes (Pedro Leopoldo, 13 luglio 1988) è un calciatore brasiliano, centrocampista dell'Académica.
Ha ottenuto la cittadinanza italiana per discendenza.